# 海北州 (辽朝)
海北州，辽朝时设置的州。
治所在开义县（今辽宁省义县南四十里七里河镇开州屯）。属显州。金朝皇统三年（1143年）废入义州。 